# VV Rijsoord
Le VV Rijsoord est un club de football féminin néerlandais basé à Ridderkerk.

## Palmarès
- Championnat des Pays-Bas (1) : 1990